# Montevideo, smak zwycięstwa
Montevideo, smak zwycięstwa (serb. Montevideo, bog te video) to serbski komediodramat z 2010 roku w reżyserii Dragana Bjelogrlicia. Opowiada o sukcesie trenowanej przez inżyniera Boško Simonovicia piłkarskiej reprezentacji Jugosławii na mistrzostwach świata w 1930, na których doszła do półfinału. Powstał na podstawie powieści Vladimira Stankovicia Montevideo, Bog te video.
Premiera filmu odbyła się 20 grudnia 2010.
Film został wybrany najlepszym serbskim filmem roku 2010 wg FIPRESCI Serbia. Otrzymał nagrodę publiczności na Międzynarodowym Festiwalu Filmowym w Moskwie, a także nagrodę jury na festiwalu w Puli. Zdobył również główną nagrodę na festiwalu w Pekinie, a także nagrodę publiczności na Festiwalu Filmu i Sztuki Dwa Brzegi 2011. Zgłoszono go również jako serbskiego kandydata do nagrody Amerykańskiej Akademii Filmowej dla najlepszego filmu nieanglojęzycznego, ale nie uzyskał nominacji.